# Walter Schwarz
Pour les articles homonymes, voir Schwarz.
Walter Schwarz ou Michael Evenari (né le 9 octobre 1904 à Metz et mort le 15 avril 1989 à Jérusalem) est un botaniste israélien. Ses recherches ont porté principalement sur la survie des plantes dans un environnement hostile, la physiologie de la germination et la gestion de l'eau dans le désert.

## Biographie
Fils d'un marchand, Walter Schwarz, alias Michael Evenari, voit le jour le 9 octobre 1904, à Metz, une ville de garnison animée d'Alsace-Lorraine. Lors de la Première Guerre mondiale, son frère aîné tombe au champ d'honneur. À l'issue de la guerre, comme de nombreux Allemands, ses parents doivent quitter la Lorraine. 
Le jeune Walter termine sa scolarité à Marbourg. En 1923, il poursuit ses études à Francfort, en botanique, zoologie, chimie et physique. En 1926, il soutient un mémoire sur Die Blattentwicklung von Ligustrum vulgare und Plectranthus fruticosum und die Theorie der Periklinalchimären. En 1927, il poursuit ses recherches à Francfort, puis à Prague en 1928. Il est admis en doctorat à l'Université technique de Darmstadt en 1931. Walter Schwarz soutient sa thèse de doctorat Die Strukturänderungen sproßloser Blattstecklinge und ihre Ursachen en février 1933. Mais de confession juive, il n'obtient pas son habilitation. 
Walter Schwarz décide alors d'émigrer avec son épouse en Israël. Il s'installe aussitôt à Jérusalem, où il est nommé chargé de cours, à l'Université hébraïque de Jérusalem, en 1934. Pour sa sécurité, et celle de sa famille, il adopte un pseudonyme en 1935, optant pour Michael Evenari, et obtient la nationalité palestinienne. Pendant la Seconde Guerre mondiale, il s'engage dans la Brigade juive, une unité de la 8e armée britannique, composée de volontaires juifs, recrutés principalement en Palestine. 
Après guerre, Walter Schwarz redevient professeur universitaire. De 1950 à 1973, il enseigne à l'Université hébraïque de Jérusalem. En 1953, il est élu vice-président de l’Université, une fonction qu'il assume jusqu'en 1959. Ses recherches le portent naturellement à s’intéresser à l'adaptation écologique des plantes à un environnement désertique. À partir de 1956, il fait ses recherches dans le désert du Néguev. Il publiera des travaux jusqu'en 1982, et écrira ses mémoires en 1987.
Walter Schwarz, alias Michael Evenari, décéda le 15 avril 1989, à Jérusalem. 

## Publications
Ses recherches portent principalement sur la survie des plantes dans un environnement hostile, la physiologie de la germination et la gestion de l'eau dans le désert.
- Das Problem der mitogenetischen Strahlen. In: Biologisches Zentralblatt, 48, 1928, (p. 302-308).
- Zur Ätiologie der geaderten Panschierung. In: Planta, 5, 1928, (p. 660-680).
- Die Entwicklung des Blattes bei Plectranthus fructicus und Ligustrum vulgare und die Theorie der Periklinachimären. In: Planta, 3, 1927, (p. 499-526).
- Zur physiologischen Anatomie der Fruchtstiele schwerer Früchte. In: Planta, 8, 1929, (p. 185-251).
- Der Einfluß der Zug-, Knick-, und Biegungsbeanspruchung auf das mechanische Gewebesystem der Pflanzen. In: Beiheft zum botanischen Centralblatt,  46, 1929, (p. 306-338).
- Die Strukturänderungen sproßloser Blattstecklinge und ihre Ursachen. In: Jahrbücher für wissenschaftliche Botanik, 78, 1933, (p 92-155).
- The Negev. The Challenge of the Desert, Cambridge, Havard University Press, Londres, 1971.
- Ökologisch-landwirtschaftliche Forschungen im Negev. Analyse eines Wüsten-Ökosystems, Technische Hochschule, Darmstadt 1982.

## Sources
- Und die Wüste trage Frucht – ein Lebensbericht, Gerlingen, 1987 (autobiographie).
- The awakening desert : the autobiography of an Israeli scientist, Berlin ; Heidelberg ; New York ; London ; Paris ; Tokyo ; Hong Kong : Springer , 1989 (autobiographie).
- Walther Killy  ; Rudolf Vierhaus  : Schwarz, Walter, in Dictionary of German biography, Schmidt - Theyer, volume 9, Verlag K. G. Saur, 2006 (p.235).
- Walther Killy ; Rudolf Vierhaus : Schwarz, Walter, in Deutsche Biographische Enzyklopädie, Schlumberger - Thiersch, volume 9, K.G. Saur, Munich, 2008 (p.329).
- Otto Lange : Michael Evenari alias Walter Schwarz 1904-1989. In: Botanica, Acta 102: A 19-A24, 1989.
- Liesel Evenari: Wo Du hingehst...Mein bewegtes Leben mit einem israelischen Wissenschaftler, Bramsche, 2000.